# Kick-Ass
Kick-Ass è una miniserie a fumetti statunitense di otto numeri scritta da Mark Millar e disegnata da John Romita Jr., pubblicata dal 2008 al 2010 dalla Icon Comics (etichetta della Marvel Comics). Si tratta della quarta opera a essere realizzata per la linea editoriale Millarworld, l'etichetta per la quale sono pubblicati i fumetti dei quali l'autore stesso detiene i diritti editoriali.
La miniserie dà origine a due sequel a fumetti e a un lungometraggio cinematografico di successo uscito nel 2010. Il film porta a sua volta a un ulteriore seguito, consacrando Kick-Ass come uno dei maggior successi del fumetto indipendente. Un terzo film, che dovrebbe completare la trilogia, è stato annunciato nel 2013 ma ancora non è uscito.

## Trama
Dave Lizewski è un comune studente di New York, figlio unico dell'amorevole padre vedovo Greg Willer. La grande passione di Dave per i fumetti ispira il ragazzo a diventare un supereroe nella vita reale senza avere superpoteri o particolari doti. Si crea un costume e una maschera, che indossa quotidianamente sotto i vestiti normali, inizia a esercitarsi camminando sui tetti. Mantenendo la sua identità segreta, mira a combattere la criminalità, ma i suoi primi tentativi hanno un esito quasi tragico poiché subisce le percosse e l'accoltellamento da parte di un gruppo di teppisti. 
Dopo essere stato aggredito ed essersi sottoposto a quattro operazioni, è sottoposto a una lunga e intensa riabilitazione fisica. Dopo essersi ristabilito e aver abbandonato le stampelle, riveste ancora i panni del supereroe. Un giorno salva un uomo da un'aggressione, un passante riprende il tutto con una fotocamera cellulare e mette il filmato su YouTube, trasformando Dave in un fenomeno ribattezzato "Kick-Ass".
A scuola, Dave ha da tempo una cotta per Katie Deauxma, che però gli è ostile, non ha alcuna considerazione per lui e lo definisce unicamente un maniaco e un brutto sfigato. Ma quando a causa dei pettegolezzi scaturiti sul perché fosse stato aggredito, la inducono a credere che fosse gay, Dave ne approfitta e assecondandola diventa il suo "migliore amico gay", potendo così passare molto tempo con lei. Dave, come Kick-Ass, crea un account su MySpace in modo che la gente possa contattarlo per chiedergli aiuto. Nelle sue varie missioni, Kick-Ass avrà modo di entrare in contatto con altri "supereroi improvvisati", come la ragazzina armata di spade Hit-Girl e il suo partner Big Daddy, veri e propri vigilanti che utilizzano armi mortali contro i criminali, uccidendoli senza scrupoli.
L'incontro con la letale Hit-girl sconvolge il giovane Dave, che decide di ritirarsi dalle scene, ma ci ripensa quando un nuovo supereroe appare in tutti i telegiornali, tale Red Mist. La stampa è entusiasta di lui, e lo paragona spesso proprio a Kick-Ass, che viene superato nelle preferenze tra i fan. Dave allora contatta Red Mist tramite il suo account di MySpace, pensando di incontrare un arrogante spaccone, ma Red Mist si rivela un fan di Kick-Ass, oltre a essere un nerd annoiato dalla vita quotidiana.
I due si trovano a fare un team-up come i loro eroi dei fumetti quando si trovano ad affrontare un incendio nel tentativo di salvare quello che credono un bambino in pericolo (in realtà il "piccolo" in questione è un gattino, che viene puntualmente salvato). Saputo ciò, Hit-girl e Big Daddy invitano Kick e Red Mist a unirsi a loro, minacciando di rivelare al mondo la vera identità di Dave, in caso di rifiuto. Ma quando i due ragazzi raggiungono il covo di Big Daddy trovano la mafia, e Red Mist si rivela essere in realtà Chris Genovese, figlio del boss a cui Big Daddy e Hit-Girl hanno dichiarato guerra.
Genovese spara a Hit-Girl, facendola precipitare da una finestra, mentre Big Daddy e Kick-Ass vengono catturati e torturati: Big Daddy, che aveva detto a Dave di essere un poliziotto rimasto vedovo in cerca di vendetta, rivela di essere in realtà un ragioniere, divorziato e annoiato, appassionato di fumetti che voleva per sé e sua figlia una vita avventurosa.
Big Daddy viene ucciso, ma Dave viene salvato da Hit-Girl, sopravvissuta grazie al kevlar che indossava: la ragazzina interviene uccidendo i killer che erano sul punto di sparagli. In seguito i due raggiungono Genovese nel suo attico, dove Hit-Girl, sotto effetto di stupefacenti lasciatigli dal padre (probabilmente cocaina, come sottolineato da Kick-Ass stesso) con l'ordine di «usarli come ultima risorsa», e armata di lanciafiamme, compie una vera e propria strage di criminali mentre Dave raggiunge Red Mist per punirlo del suo tradimento, mettendolo K.O. con un bastone.
Hit-Girl uccide Genovese e la sua banda, compiendo la propria vendetta. Anche Dave torna alla vita di prima: confessa a Katie di non essere gay, dichiarandole il suo amore, ma anziché venire ricambiato, Katie si infuria e lo fa pestare dal suo nuovo fidanzato. Non del tutto soddisfatta di questa sua vendetta per essere stata imbrogliata e aver sprecato il suo tempo con un perdente, e per infierire ulteriormente su di lui, Katie invia sul cellulare di Dave una sua foto mentre pratica sesso orale al suo ragazzo, accompagnata da 15 messaggi offensivi dei suoi amici. Ma pur rimanendo il solito perdente, Dave si sente appagato: ormai ha tracciato la via e i supereroi nella vita reale cominciano ad abbondare, grazie al suo esempio.
Ma ogni eroe ha la sua nemesi e Kick-Ass non è da meno: Red Mist giura vendetta e presto le loro strade torneranno a incrociarsi.

## Personaggi
- Dave Lizewski alias Kick-Ass
- Mindy Macready alias Hit-Girl
- Damon Macready alias Big Daddy
- Katie Deauxma
- Chris Genovese alias Red Mist

## Realizzazione
(Mark Millar)
Da ragazzino Mark Millar, dopo aver letto alcuni fumetti di Batman comincia a fantasticare di poter diventare un vigilante mascherato che combatte il crimine e terribili nemici psicotici. Quello che lo affascinava nel personaggio di Bob Kane e Bill Finger era il fatto che si trattava di un uomo normale senza particolari super poteri, una fisiologia aliena o parole magiche che donano capacità sovra umane. Ovviamente non va trascurato il fatto che il suo alter ego Bruce Wayne è un ricchissimo capitalista dell'alta società americana. Una volta raggiunto il successo come scrittore di fumetti (tra gli anni novanta e i primi del duemila), Millar torna ad accarezzare l'idea di trasporre in una storia a fumetti il suo sogno adolescenziale, ovvero creare un personaggio teenager, appassionato di comic, che ha il coraggio (e la spregiudicatezza) di provare a indossare un costume con maschera e girare per le strade alla caccia dei criminali. L'autore scozzese vuole però affrontare la storia con un taglio realistico, sfruttando gli spunti iniziali per rendere Kick-Ass un fumetto che offre una riflessione sull'alto costo (fisico e psichico) della violenza implicita nel vigilantismo e nel duro scontro tra la realtà e gli ideali dei comic book supereroistici. Di fatto riprende quindi i principi post-moderni del fumetto statunitense che già erano emersi nelle sue opere precedenti tra le quali la sua prima serie Millarworld ovvero Wanted.
Nel creare il personaggio di Dave Lizewski, studente liceale del Queens e alter ego di Kick-Ass, Millar sceglie l'artista John Romita Jr.. Storico disegnatore della Marvel Comics. I due si sono conosciuti realizzando un celebre arco narrativo di storie per il mutante Wolverine e l'intesa tra i due autori è stata immediata. Un altro dei motivi per cui Millar sceglie Romita per dare vita alla sua nuova creazione, è l'esperienza che questi ha maturato realizzando importanti cicli di storie per vigilanti urbani e violenti quali il Punitore e Daredevil. Inoltre Romita è cresciuto per le strade di New York e ha un'esperienza diretta delle ambientazioni che fungono da scenario per questo tipo di serie e quella di Kick-Ass. Stando a Millar, l'artista non ha eguali nel rendere le scene di combattimento e le sparatorie, soprattutto se lo si libera dalle costrizioni e dai veti posti dagli editor della Marvel Comics. Kick-Ass è infatti un fumetto concepito per un pubblico adulto e di cui gli autori hanno pieno controllo creativo. Per questo è distribuito inizialmente per l'imprint Icon Comics (e non riporta il logo Marvel) e successivamente dalla Image Comics, che lo pubblica dal 2017.
Inizialmente Romita Junior non se la sente di imbarcarsi nel progetto, sia perché si non vi è nessun guadagno garantito e sia perché si è trovato da sempre a lavorare su personaggi popolari e diffusi con cui aveva acquisito una certa confidenza e stile grafico. Non bisogna sottovalutare il fatto che il padre è una delle leggende dei comic Silver Age quale John Romita Sr., autore di uno dei cicli narrativi più celebrati di Spider-Man e divenuto poi Direttore Artistico della Marvel. John, seguendo le orme del padre, diviene un punto di riferimento per quei canoni stilistici che hanno definito i fumetti Marvel per decenni. Mark Millar riesce però ad attirare il suo interesse verso questo nuovo personaggio creator-owned sottolineando la libertà creativa che viene garantita all'artista e gli ripete più volte la frase:«Yeah, you can go crazy...» (ovvero Certo, puoi eccedere..), intendendo il fatto che le scene d'azione e quello che viene identificato come "graphic content" (o violenza esplicita) non verrà sottoposto a nessun tipo di censura. Ma la spinta definitiva che lo porta a dedicarsi all'opera arriva dalla moglie Kathy che crede nelle idee di Millar e sostiene che sia ora che il marito provi qualcosa di differente. Ovviamente, visto il grande successo multimediale di Kick-Ass, i coniugi Romita non si pentono della scelta fatta e difatti John tornerà a collaborare con Mark per 2 miniserie sequel, un spin-off (su Hit-Girl) e contribuirà alla creazione e al lancio di una serie regolare dove però l'ormai iconico personaggio non è più Dave ma il suo posto è preso da una ragazza di colore. Eppure inizialmente Romita ha difficoltà a creare le scene più brutali e violente della storia, e questo, nonostante i suoi trascorsi su Wolverine e il Punitore, ma in questo caso è diverso. Il fumetto non rientra nel mainstream del genere super eroi e l'albo è contraddistinto dal banner M, indicano l'indirizzo a lettori adulti. Spinto da Millar riesce però a realizzare sequenze d'azione molto esplicite nella violenza e di forte impatto emotivo, con il passare del tempo comincia a prenderci gusto stupendo lo stesso Millar che rimane entusiasta del risultato grafico. D'altra parte uno dei fini ultimi di questo fumetto è quello di evidenziare gli effetti deleteri e disumani del vigilantismo, senza però prender posizione sulla reale efficacia o necessità di arrivare a soluzioni così estreme come quelle portate avanti da Hit-Girl e suo padre Big Daddy o quelle a cui si trova a dover ricorrere lo stesso Kick-Ass.

## Promozione
Prima della pubblicazione della serie è stata attivata una campagna virale grazie alla diffusione di alcuni video su internet tramite YouTube. Nello stesso periodo è stata aperta una pagina di MySpace, fittiziamente gestita dal protagonista.
Inoltre è stata organizzata un'asta benefica, dove il vincitore, Dave Lizewski, ha potuto dare il suo nome al protagonista della serie a fumetti.

## Altri media
Nel maggio 2008 fu annunciato che il fumetto Kick-Ass sarebbe stato adattato per il grande schermo. Il film è stato diretto da Matthew Vaughn, con un budget di circa 30 milioni di dollari, in seguito saliti a 65 milioni.
Per la parte del protagonista Dave "Kick-Ass" Lizewski è stato scelto l'attore inglese Aaron Johnson, la parte dell'ex poliziotto Big Daddy è interpretata da Nicolas Cage. La parte della figlia di Big Daddy, Hit-Girl, è interpretata da Chloë Moretz. Christopher Mintz-Plasse è Red Mist, nemesi di Kick-Ass, mentre Mark Strong e Lyndsy Fonseca sono rispettivamente il signore della droga e Katie Deauxma.
Il film è uscito negli USA il 16 aprile 2010.

## Sequel
Kick-Ass ha tre seguiti:
- Kick-Ass 2, costituito da sette episodi, pubblicato originariamente dal dicembre 2010 al maggio 2012, in Italia è stato pubblicato raccolto in quattro volumi a partire dal luglio 2012 e successivamente in un unico omnibus.
- Hit-Girl, miniserie di cinque episodi che costituisce un prequel di Kick-Ass 2, pubblicata in lingua originale dal luglio 2012 al febbraio 2013. In Italia la serie è stata pubblicata in tre albi e successivamente in un volume unico.
- Kick-Ass 3, finale della saga, pubblicato dal luglio 2013 a ottobre 2014 in otto episodi. In Italia è stato pubblicato in 4 albi e successivamente raccolto in un unico omnibus.